# Tropic Thunder
Tropic Thunder er en amerikansk actionkomediefilm fra 2008, der er skrevet, produceret og instrueret af Ben Stiller. Medvirkende i filmen er bl.a. Ben Stiller selv, Robert Downey, Jr. og Jack Black. Filmens plot drejer sig om en gruppe skuespillere med primadonnanykker, som skal lave en fiktiv krigsfilm om Vietnamkrigen alene baseret på deres egne skuespillerevner i forsøget på at overleve ægte fare. Filmen, som også er skrevet af Justin Theroux og Etan Cohen, er blevet produceret af Red Hour Films og distribueret af DreamWorks Pictures gennem Paramount Pictures.
Stillers idé til filmen kom til ham efter han havde haft en mindre rolle i Solens rige, hvorefter han fik hjælp fra Theroux og Cohen til at færdiggøre manuskriptet. Efter filmen fik grønt lys i 2006, begyndte optagelserne i 2007 på Hawaii-øen, Kauai. Optagelserne varede i omkring 13 uger og det blev senere dokumenteret som den største filmproduktion i øens historie. Filmen havde en massiv promotion, rent marketingsmæssigt, hvilket også inkluderer såkaldte faux-hjemmesider til hver af de tre hovedskuespillere og deres fiktive film og baggrund, samt at der i filmen indgår fiktive tv-programmer og der forsøges at sælge energidrikken, "Booty Sweat".
Filmen modtog generelt positive anmeldelser med kritikere, der roste filmens karakterer, historie og faux-trailere, mens kritikken gik på filmens provokerende indhold. Filmens soundtrack kom på gaden den 5. august, 2008 og altså før filmens premiere. I filmens åbningsweekend i Nordamerika indtjente filmen omkring 154 mio. DKK og lå som nummer 1 i de første tre uger. I Danmark indtjente filmen i åbningsugen omkring 1,1 mio. DKK med en total indtjening på 6,3 mio. DKK. Filmen har til dags dato verdenen over indtjent 1,1 mia. DKK. Filmen og dets cast blev efterfølgende nomineret til adskillige priser af forskellige organisationer, såsom Screen Actors Guild, Broadcast Film Critics Association og Academy of Motion Picture Arts and Sciences.

## Handling
Filmen handler om en flok amerikanske primadonna-skuespillere (Ben Stiller, Jack Black og Robert Downey Jr.), der er ved at indspille verdens dyreste krigsfilm på en tropisk ø. Efter en lang række uheld ender det med at instruktøren og manuskriptforfatteren (Steve Coogan) af filmen ender med at forlade dem, således de selv må klare sig gennem junglen.

## Medvirkende
- Ben Stiller som Tugg Speedman: sammenlignet med en ung Sylvester Stallone,[1] han var tidligere den højest-betalte og bedst-indtjenende actionfilmstjerne nogensinde grundet hans Scorcher-filmserie. Hans karriere er dog gået i stå og han har efterhånden fået sig et rygte for at medvirke i filmfiaskoer. Efter at have gjort et mislykket forsøg på at spille en seriøs rolle i Simple Jack, tager han rollen som Four Leaf Tayback i et forsøg på at redde hans karriere. Den første faux-trailer ved filmens start er en trailer for Scorcher VI, den seneste i hans filmserie.
- Robert Downey, Jr. som Kirk Lazarus: sammenlignet med Russell Crowe,[1] en særlig talentfuld australsk såkaldt "method actor", hvilket bl.a. ses på den måde, Lazarus gennemgik en kontroversiel "pigmenteringsændring"-operation for at gøre hans hud mørkere for at kunne spille den sorte karakter, sergent Lincoln Osiris. Lazarus nægter at bryde ud af sin rolle under indspilningerne og taler kun med sin karakters afrikansk-amerikansk-vernakulære-engelsk. Hen mod slutningen af filmen får Lazarus dog et nervøst sammenbrud, da Speedman får ham til at indse at han ikke har nogen rigtig anelse om, hvem han egentlig er, og at han bruger method-acting for at forsøge at skabe sig en identitet. Lazarus' faux-trailer for filmen Satan's Alley handler om to homoseksuelle munke i det 12. århundredes irske munkekloster, hvorved der gøres grin med film som Brokeback Mountain og Downeys egne scener med Tobey Maguire (som spiller den anden munk) i Wonder Boys.[2]
- Jack Black som Jeff Portnoy: sammenlignet med Chris Farley,[1] han er en stofmisbruger og komedieskuespiller, som er bedst kendt for at spille flere roller i film, som bygger på toilethumør, herunder især jokes omkring prutter. I filmen-i-filmen spiller han den grovmundede soldat ved navn af Fats. Portnoys faux-trailer for filmen The Fatties: Fart 2 handler om en familie (hvor hvert medlem bliver spillet af Portnoy), som nyder at prutter, og som dermed gør grin af Eddie Murphys portrættering af flere karakterer i film såsom Nutty Professor II: The Klumps.[3][4][5]
- Brandon T. Jackson som Alpa Chino: en homoseksuel (som ikke er sprunget ud) rapper, som forsøger at komme ind i skuespilbranchen, og som forsøger at spille en soldat ved navn Motown, mens han samtidig promoverer sin "Bust-A-Nut"-chokoladebar og energidrik, "Booty Sweat". Hans navn er et tydeligt forsøg på leg med Al Pacino.[6][7] Før faux-trailerne i starten af filmen er der en faux-reklame for "Booty Sweat" og "Bust-A-Nut", som inkluderer sangen "I Love tha Pussy".
- Jay Baruchel som Kevin Sandusky: en respektfuld nyuddannet skuespiller, han er den eneste af de medvirkende som har læst manuskriptet og bogen og som deltog i den obligatoriske træningsbootcamp før filmen. Sandusky spiller en ung soldat ved navn Brooklyn, som i "begge film" har en meget usikker personlighed.
- Nick Nolte som John "Four Leaf" Tayback: forfatter af bogen Tropic Thunder, en erindring at hans oplevelser uden krigen, hvorved filmen-i-filmen er baseret. Det er ham, der kommer med idéen om at efterlade skuespillerne i midten af junglen for at få dem til at føle og se ud som soldater, der er faret vild i et fremmede land.
- Steve Coogan som Damien Cockburn: den uerfarne britiske filminstruktør, som er ude af stand til at bestemme over skuespillerne i filmen.
- Danny McBride som Cody Underwood: filmens sprængstofekspert og helikopterpilot. Han er desuden pyromaniske tendenser.
- Matthew McConaughey som Rick "Pecker" Peck: Tugg Speedmans ekstremt engagerede agent og bedste ven.
- Bill Hader som Rob Slolom: assistent og højre-hånd for Les Grossman.
- Brandon Soo Hoo som Tran: den unge leder af Flaming Dragon-banden og dermed filmens primære skurk. Karakteren kan sammenlignes med Karen National Union-guerillaledere, Johnny og Luther Htoo.[8]
- Reggie Lee som Byong: næstkommanderende i Flaming Dragon-banden.
- Tom Cruise som Les Grossman: den meget grovmundede, hensynsløse og aggressive producer bag Tropic Thunder.

Af flere skuespillere og kendte, der spiller dem selv, inkluderer dette Tobey Maguire, Tyra Banks, Maria Menounos, Martin Lawrence, The Mooney Suzuki, Tom Hanks, Sean Penn, Jason Bateman, Lance Bass, Jennifer Love Hewitt, Alicia Silverstone og Jon Voight. Christine Taylor, Mini Anden, Anthony Ruivivar og Yvette Nicole Brown har mindre roller i film. Justin Theroux, medforfatter til filmen, optræder kort som skydende soldat i en helikopter og som en disc jockey (ses i en slettede scene).

## Produktion

### Manuskript
"... Jeg føler, at filmen har sin egen tone. Jeg synes, der er elementer af satire, men jeg tror ikke, at det skal kategoriseres som kun det. Der er elementer af parodi i det, men igen synes jeg virkelig ikke kun det er det. Jeg føler at det forhåbentlig er dens egen ting, som har mange genkendelige ting, som vi spiller på."
Stiller udviklede grundlaget for Tropic Thunder, mens han indgik i optagelserne til Solens rige, hvori han spiller en mindre rolle. Stiller ønskede at lave en film baseret på skuespillere, som han vidste, som efter at have deltaget i forberedende bootcamps til krigsfilm, ville blive "selviscenesættende" og "selv-centerende" og som kunne optræde, som var de del af en ægte militær enhed. Medforfatter Theroux afslørede at det oprindelige manuskripts koncept handlede om at skuespillerne skulle til en falsk bootcamp og vende tilbage med posttraumatisk stress. Stiller følte dog ikke at det oprindelige manuskript var nær så sjovt og han besluttede sig for at omskrive det. Det endelig manuskript blev udviklet med formålet om at lave satire ud af krigsfilm om Vietnamkrigen, såsom Apocalypse Now, Platoon, Full Metal Jacket, Hamburger Hill og The Deer Hunter. Theroux pointerede at eftersom seerne havde en øget bevidsthed omkring arbejdet bag Hollywood grundet kendtes hjemmesider og at mange nyhedskilder kommer direkte fra Hollywood var manuskriptet lettere at skrive. Dialog for uskrevne dele af storyboardet blev udviklet på settet af skuespillerne eller blev improviseret.

### Casting
Etan Cohen skabte Kirk Lazaru-karakteren som en måde at gøre grin med hvor langt nogle method-acting-skuespillere vil gå for at skulle spille en rolle. Downey blev kontaktet af Stiller angående rollen, mens han var på ferie i Hawaii. Downey har efterfølgende udtalt til CBS' The Early Show, at hans første reaktion var, "Det er den dummeste idé, jeg nogensinde har hørt!", hvor Stiller svarede "Ja, jeg ved det – er det ikke fedt?" I et andet interview udtalte Downey at han sagde ja til rollen, selvom han ikke anede, hvor og hvordan han skulle starte med at opbygge og udvikle karakteren Lazarus. Til sidst besluttede han sig for at karakteren skulle tale en form af afrikansk-amerikansk-engelsk med en grov og ru stemme og han lavede audition med Lazarus' stemme over et telefonopkald til Stiller, som bifaldt karakteriseringen øjeblikkeligt. Downey har også afsløret, at han fik inspiration til karakteren fra skuespillere som Russell Crowe, Colin Farrell og Daniel Day-Lewis. I det oprindelige manuskript skulle Downeys karaktere være af irsk afstamning, men dette blev ændret, da Downey mente, at han bedre kunne improvisere som australier (han havde nylig spillede en lignende udenlandsk australsk karakter i filmen Natural Born Killers). Downeys øvelse i at forblive i rollen mellem optagelserne og endda uden for filmsættet blev også skrevet i manuskriptet angående hans karakters optræden. Downey var nødsaget til at sidde mellem halvanden og to timer i makeupafdelingen hver dag inden optagelserne startede for at opnå den nødvendige mørke farve. Ifølge Downey ville, "En makeupartist begynde på den ene side af mit ansigt og en anden makeupartist på den anden side og så ville de mødes på midten."
Downey var vel og mærke klar over den mulige kontrovers, der kunne opstå omkring hans rolle: "I sidste ende handler det om, hvor meget du er i stand til at sætte dig ind i rollen og udføre den. Hvis jeg ikke følte at det var moralsk i orden eller at det let ville kunne misforstås at jeg bare er C. Thomas Howell [i Soul Man], så ville jeg være blevet hjemme." Jackson har udtalt: "Da jeg første gang læste manuskriptet, var jeg lidt sådan: Hvad? Blackface? Men da jeg så ham [spille], så var han ligesom en sort mand... det var bare godt skuespil. Det var underligt at se på, på sættet, hvordan han forblev i sin rolle udenfor optagelserne. Han er en method-actor." Stiller har kommenteret Downeys portrættering af en hvid skuespiller, som skal spille en sort mand: "Når folk ser filmen; ser de, hvordan han spiller en method-actor, der er gået meget langt for at spille en sort fyr. Filmen iscenesætter skuespillere og hvordan de tager sig selv så seriøst." Stiller fremviste filmen til adskillige sorte journalister og National Association for the Advancement of Colored People, som alle var positivt stemt over for karakteren.
Cruise skulle egentlig have været Stillers karakters agent, Rick Peck. I stedet foreslog Cruise, at man tilføjede et overhoved som produktionsselskabet bag filmen i filmen og idéen blev inkorporeret i manuskriptet. Stiller og Cruise arbejdede sammen om at skabe denne nye karakter, Les Grossman, en midaldrende forretningsmand. Rollen krævede, at Cruise bar en såkaldt "fatsuit", store falske hænder og en skaldet hat. Det var Cruises idé at give karakteren store hænder og lade ham danse til Flo Ridas sang, "Low". Stiller ønskede at holde Cruises rolle i filmen en hemmelighed indtil filmens premiere. Hertil kom også at Paramount Pictures nægtede at udgive promotionsfotos af Cruises karakter til medierne. I november 2007 dukkede der dog billeder af Cruise iført en skaldet hat og fatsuit på Inside Edition, såvel som på Internettet. Cruises advokater truede med et sagsanlæg, hvis billeder af Cruise i kostume blev offentliggjort. De tog kontakt til adskillige hjemmesider, som havde billederne og fik dem hurtigt fjernet. En af Cruises talsmænd udtalte: "Mr. Cruises optræden skulle være en overraskelse for hans fans verdenen over. Paparazzi har nu ødelagt hvad der skulle være en sjov opdagelse for filmens seere." Fotografbureauet, INF, som var de første til at fremvise billederne, kom med følgende respons: "Selvom disse billeder er taget uden nogen regler af kriminel eller privatlivssikrende karakter er blevet overtrådt, har vi besluttet at fjerne dem fra vores arkiv med øjeblikkelig effekt."

### Fiktive webadresser lavet til filmen
- Tugg Speedman Arkiveret 5. december 2008 hos  Wayback Machine
- Kirk Lazarus Arkiveret 5. november 2008 hos  Wayback Machine
- Jeff Portnoy
- Alpa Chino Arkiveret 6. september 2008 hos  Wayback Machine
- Panda Relocation Foundation
- Make Pretty Skin Clinic Arkiveret 1. februar 2009 hos  Wayback Machine